# Костик, Орест Михайлович
 Орест Михайлович Костик (укр. Орест Михайлович Костик; род. 16 апреля 1999, Зарваница, Львовская область) — украинский футболист, вратарь.

## Биография
Воспитанник львовских «Карпат». В 2016 году дебютировал во взрослом футболе в чемпионате области за львовский «Опир». В следующем году играл за золочевский «Сокол» в чемпионате Львовской области. Во второй половине сезона 2017/18 годов сыграл 5 матчей в молодёжном чемпионате Украины за ровенский «Верес». 27 июля 2018 подписал долгосрочный контракт с тернопольской «Нивой», однако уже во время зимнего перерыва того же сезона перешел во «Львов». 21 августа 2020 года продлил контракт с клубом ещё на один год. Выступал за молодёжную команду «львов». В футболке первой команды львовского клуба дебютировал 30 сентября 2020 в проигранном (0:2) третьего предварительного раунда кубка Украины против полтавской «Ворсклы» . Орест вышел на поле в стартовом составе и отыграл весь матч. В Премьер-лиге дебютировал 3 октября 2020 в ничейном (0:0) поединке 5-го тура против львовского «Руха». Костик вышел на поле в стартовом составе и отыграл весь матч.
С апреля 2022 года является вратарем литовской «Ионавы».